# Emil C. Gotschlich
Emil Claus Gotschlich (* 17. Januar 1935 in Bangkok; † 14. Februar 2023) war ein US-amerikanischer Bakteriologe, Immunologe und Mediziner.

## Leben und Wirken
Gotschlich wurde als Sohn deutscher Emigranten in Bangkok geboren und kam 1950 in die USA, deren Staatsbürgerschaft er 1955 erhielt. Er studierte an der New York University mit dem Bachelor-Abschluss (B.A.) 1955 und Medizin an der New York University School of Medicine mit dem M.D. 1959. Den Arzt im Praktikum (Intern) absolvierte er am Bellevue Hospital. Ab 1960 war er an der Rockefeller University im Labor für Bakteriologie und Immunologie, damals unter Maclyn McCarty und Rebecca Lancefield. Er blieb den Rest seiner Karriere an der Rockefeller University bis auf die Zeit von 1966 bis 1968 als Captain des US Army Medical Corps in der Abteilung Bakteriologie im Walter Reed Institute of Research in Washington D.C., wo er einen Impfstoff gegen Meningitis C entwickelte. Diese Infektion war ein großes Problem in den Rekrutierungslagern der US-Armee, verschwand aber fast völlig nach Entwicklung des Impfstoffs. An der Rockefeller University und deren Universitätskrankenhaus war er ab 1978 Professor für Bakteriologie und Leiter des Labors für bakterielle Pathogenese und Immunologie. Von 1996 bis 2005 amtierte er als Vizepräsident für Medical Sciences seiner Universität.
Er befasste sich besonders mit Bakterien der Gattung Neisseria und hier besonders mit den Erregern von Hirnhautentzündung (Meningitis) und Gonorrhoe. Dabei arbeitete er in den 1970er-Jahren viel mit Harry A. Feldman (1914–1985) zusammen. Gotschlich war an der Entwicklung eines Polysaccharid-Impfstoffs gegen Meningitis beteiligt. Neben dem erwähnten Impfstoff gegen Typ C Meningitis entwickelte er auch einen gegen Typ A, der erfolgreich in Ländern wie Ägypten, Sudan und Finnland angewandt wurde. Er befasste sich auch mit Streptokokken-Infektionen. 1984 entwickelte er ein Protokoll für einen Gonorrhoe-Impfstoff.
2001 wurde er vom Center for Disease Control der USA in das Komitee für Impfstoffe gegen Anthrax berufen.
1978 erhielt er den Lasker~DeBakey Clinical Medical Research Award. Er war Mitglied der National Academy of Sciences und der National Academy of Medicine.
Sein Vater war niedergelassener Arzt in Bangkok. Sein Großvater war der bekannte Arzt, Hygiene-Experte und Epidemiologe Emil Gotschlich (spezialisiert auf Cholera und Tropenkrankheiten) und sein Großonkel war der Biologe Felix Gotschlich, der sich ebenfalls mit Cholera befasste.
Er war in zweiter Ehe mit der Immunologin Kathleen Ann Haines verheiratet. Ein Sohn und eine Tochter wurden ebenfalls Ärzte.

## Belege
1. ↑  Emil Gotschlich: The eminent researcher who was instrumental for the development of vaccines against meningitis, passed away. Nachruf in The Lancet, Band 23, Mai 2023.

| Personendaten    | Personendaten                                 |
| ---------------- | --------------------------------------------- |
| NAME             | Gotschlich, Emil C.                           |
| ALTERNATIVNAMEN  | Gotschlich, Emil Claus                        |
| KURZBESCHREIBUNG | US-amerikanischer Bakteriologe und Immunologe |
| GEBURTSDATUM     | 17. Januar 1935                               |
| GEBURTSORT       | Bangkok                                       |
| STERBEDATUM      | 14. Februar 2023                              |